# Tomasz Puchała
Tomasz Puchała (ur. 13 września 1890 w Dziedzicach, zm. 24 kwietnia 1946 w Poznaniu) – polski duchowny katolicki, zakonnik werbista, pierwszy polski superior i prowincjał tego zakonu.

## Życiorys
Odbył studia teologiczne oraz filozoficzne i w 1915 otrzymał święcenia kapłańskie. W 1919 przyjechał do Poznania, gdzie nawiązał bliskie kontakty z kardynałem Edmundem Dalborem. Studiował na Uniwersytecie Poznańskim. Był faktycznym założycielem polskiej prowincji werbistów i przyczynił się do rozwoju domu zakonnego w Rybniku, m.in. rozpoczął tam kształcenie wychowanków począwszy od 1923. Przeniósł się do Górnej Grupy, gdzie nabył pałac z parkiem na potrzeby zakonu, a następnie do Bruczkowa, gdzie przejął w 1927 majątek po zmarłej fundatorce, Wandzie Koczorowskiej i urządził niższe seminarium dla starszych powołań. Począwszy od 1927 rozbudował też znacząco obiekty seminaryjne w Rybniku. W 1933 przeprowadził się do Górnej Grupy jako regionał. W celu stworzenia w Polsce nowicjatu nabył od Romana Dmowskiego pałac w Chludowie. W 1935 został pierwszym polskim prowincjałem werbistów - Stolica Apostolska utworzyła prowincję 12 grudnia 1935.
2 września 1939, po napaści Niemiec na Polskę, wyjechał jako kapelan do Warszawy, a stamtąd do Baranowicz, gdzie werbiści objęli lokalną parafię. Wkrótce wrócił jednak do Warszawy - spowiadał i odprawiał msze w kościele Najświętszego Zbawiciela. Od 1943 był też kapelanem sióstr Sacre Coeur. W trakcie powstania warszawskiego pozostał w stolicy. Przeszedł też przez obóz w Pruszkowie, co zakończyło się dla niego ciężkimi schorzeniami.
Po zakończeniu wojny pojechał najpierw do Górnej Grupy, a następnie do Bruczkowa, gdzie znacznie podupadł na zdrowiu. Leczył się w Poznaniu, gdzie zmarł. Do końca pozostawał pod opieką kardynała Augusta Hlonda i biskupa Walentego Dymka. Pochowano go na cmentarzu przy Sanktuarium Matki Bożej Pocieszenia w Borku Wielkopolskim.